# Masters John Godfery
Masters John Godfery ( 1856 - 1945 ) fue un naturalista y orquidófilo británico.
Godfery fue un naturalista y apasionado de las orquídeas, que siguió los pasos de Darwin, investigando numerosas orquídeas europeas y clasificándolas taxonómicamente.

Su trabajo fundamental trató sobre las orquídeas nativas de Gran Bretaña, con la ayuda de su mujer Hilda M. Godfery que, con sus dibujos, han conseguido una de las joyas de la literatura que existe sobre las orquídeas.
Godfery estudió y describió varias especies de orquídeas, entre ellas, Epipactis leptochila y Epipactis muelleri.

## Obras
- "The Mediterranean Naturalist", Godfery, M.J. (1892)
- "Orchiserapias triloba and Orchiserapias pisanensis", Orchis Rewiew, 1925
- "The fertilisation of Ophrys speculum, Ophrys lutea and Ophrys fusca", 1925
- "Monograph and iconograph of native British Orchidaceae", Cambridge. 1933

## Honores

### Epónimos
- (Orchidaceae) Serapias godferyi A.Camus[1]

- La abreviatura «Godfery» se emplea para indicar a Masters John Godfery como autoridad en la descripción y clasificación científica de los vegetales.[2]